# Thomas Joly (1748-1820)
Pour les articles homonymes, voir Joly.
- Thomas Jolly (1982-), acteur
- Thomas Joly (1995-), coureur cycliste
- Thomas Joly (4 mars 1976-), président du Parti de la France

Thomas Joly, né le 10 août 1748 à Bayonne dans les Basses-Pyrénées et mort le 9 janvier 1820 à Paris, est un général de brigade de la Révolution française.

## Biographie
Il entre en service le 17 septembre 1775, comme soldat au régiment d'Auxerrois, et il passe sergent le 1er janvier 1776. Il participe aux campagnes d’Amérique de 1778 à 1783 dans les Antilles et notamment à l'attaque de Sainte-Lucie où il est blessé à la main droite le 18 décembre 1778, à la prise de Tobago en mai et juin 1781, à la prise de Saint-Eustache où il est blessé à la tête, à la bataille des Saintes en avril 1782 où il est fait prisonnier et emmené en captivité à la Jamaïque. Il est nommé quartier-maître trésorier le 1er novembre 1782. 
Il passe lieutenant, puis capitaine le 15 septembre 1791, et il est fait chevalier de Saint-Louis le 18 décembre 1791. Le 24 mai 1793, il devient chef d’escadron du 4e bataillon de la formation d’Orléans. Il participe aux opérations contre l'insurrection vendéenne et y gagne le grade de lieutenant-colonel.
Il est promu général de brigade provisoire le 15 juin 1793, à l’armée des Côtes de la Rochelle. Confirmé dans son grade le 30 juillet suivant, il est suspendu le 18 septembre 1793 pour être entré en conflit avec le Général Ronsin mais aussi pour avoir été dénoncé comme suspect par la société révolutionnaire de Dunkerque, le ministre de la guerre charge la commission militaire de faire une enquête, laquelle rendit un rapport défavorable, lui reprochant des "négligences coupables" et de n'avoir jamais manifesté une opinion révolutionnaire. 
Il reçoit alors l'ordre du Général Rossignol de fixer sa résidence à Dreux et se présente au bureau municipal le 27 septembre 1793, déclarant trois jours après vivre rue des Capucins chez la citoyenne Baroullier. Il est alors chargé du recensement des grains, tant pour l'approvisionnement de la ville que pour le ravitaillement de Paris.
Le Général Joly est réintégré comme chef de bataillon le 23 avril 1795. Il devient vice-président et administrateur de la ville de Dreux de 1795 à 1799. Il est admis à la retraite comme chef de bataillon le 18 mars 1799. Il est maire de Dreux de 1800 à 1808, et il est fait chevalier de la Légion d’honneur. Le 26 janvier 1816, il obtient une pension de général de brigade. 
Il meurt le 9 janvier 1820 à Paris.